# Hypocrita strigifera
Hypocrita strigifera là một loài bướm đêm thuộc phân họ Arctiinae, họ Erebidae.